# Provincia Teramo
Teramo este o provincie în regiunea Abruzzo în Italia.